# Nyctimene vizcaccia
Nyctimene vizcaccia је врста сисара из реда слепих мишева и породице велики љиљци.

## Распрострањење
Врста има станиште у Папуи Новој Гвинеји и Соломоновим острвима.

## Станиште
Врста Nyctimene vizcaccia има станиште на копну.
Врста је по висини распрострањена од нивоа мора до 1.800 метара надморске висине. 

## Угроженост
Ова врста није угрожена, и наведена је као последња брига јер има широко распрострањење.

### Популациони тренд
Популациони тренд је за ову врсту непознат.